# マーシャル宇宙飛行センター
マーシャル宇宙飛行センター（マーシャルうちゅうひこうセンター、英: Marshall Space Flight Center, MSFC）は、アメリカ合衆国政府の文官によって運営されるロケットおよび宇宙機の推進方法に関する調査機関である。元々はNASAの一部局であったが、今日ではスペースシャトルの推進器および外部燃料タンク・搭載物またそれに関連する乗組員の訓練、国際宇宙ステーション（International Space Station, ISS）の設計および機器の運営、コンピューター・ネットワーク・情報などの管理を行う中心機関となっている。
所在地はアラバマ州 ハンツビルのレッドストーン兵器廠内。「マーシャル」の名はアメリカ合衆国陸軍元帥のジョージ・マーシャルにちなんで付けられた。
施設には、シャトルの発射・搭載物およびケネディ宇宙センターにおける科学実験・ISSの発射および実験操作などを支援する、ハンツビル運営支援センター（Huntsville Operations Support Center, HOSC）も含まれている。HOSCはまた、マーシャル宇宙飛行センターの搭載物がケープカナベラル空軍基地から発射される際の監視も行っている。

## 歴史

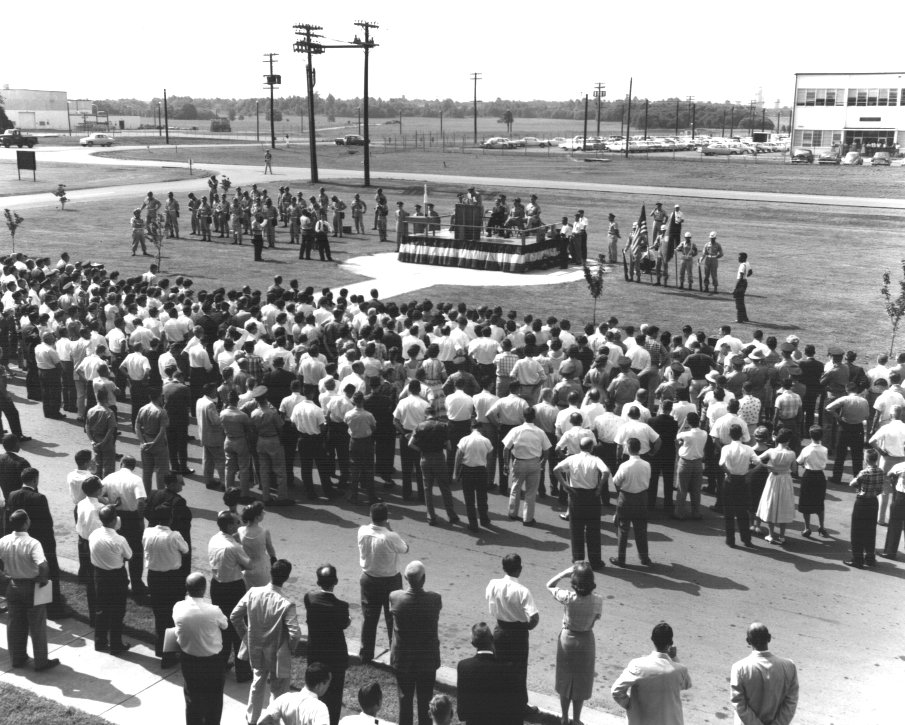
1960年1月1日、陸軍からNASAへの継承式典の模様

マーシャル宇宙飛行センター（以下MSFCと記述）は、アメリカ陸軍弾道ミサイル局およびレッドストーン兵器廠に中枢部を置く陸軍造兵局ミサイル司令部から誕生した。当初はテキサス州フォート・ブリス（Fort Bliss）に本拠を構えていたが、後にウェルナー・フォン・ブラウン博士の率いる研究者チームに導かれレッドストーン兵器廠に移転した。宇宙開発計画の軍から民への移行は、アイゼンハワー大統領が1960年1月1日にアメリカ航空宇宙局（National Aeronautics and Space Administration, NASA）の創設を表明したことにより実現した。マーシャルの名はこの時に命名され、同時に大統領からブロンズ製の胸像が贈呈された。以後、MSFCはフォン・ブラウンおよび彼の研究者グループによる宇宙計画のための文民基地となり、また軍および民間の契約者たちを統御するための中心地ともなった。

## 計画

### 現在までと将来
MSFCが開発したスペースシャトルの液体燃料ロケットおよび固体燃料ロケットやデルタ・シリーズなどの現行のロケットは、人工衛星や火星探査機の発射などのために使用された。2006年、MSFCの探査用ロケット開発局は、老朽化したシャトルに替わって将来的に人間を月や火星に送ることを目標にしたアレスI、アレスV、オリオン宇宙船などを開発するコンステレーション計画を開始した。開発計画全体はテキサス州ヒューストンのジョンソン宇宙センターが管理し、MSFCは搭乗員搬送用のアレスI および搭載物輸送用のアレスVロケットの開発および試験を担当することになった。さらにMSFCはNASAと協力して、有人探査に先駆けて月面無人探査機の研究開発を行う予定であった。飛行士を月面に着陸させ、かつ安全に帰還させるアルテイル月着陸船設計の部局は当初はMSFCに設置される予定であったが、開発担当にはジョンソン宇宙センターが指名された。

### 計画および計画施設
- 国際宇宙ステーションの支援：搭載物運営統合センター（Payload Operations and Integration Center）
- 発射機の開発：探査機発射計画室（Exploration Launch Projects Office）
- 発展型推進器の研究：推進器調査研究室（Propulsion Research Laboratory）
- 太陽系探査：探査機計画室（Exploration Launch Projects Office）
  - コンステレーション計画室（Constellation Program Office）
  - 無人月探査計画（Lunar Precursor and Robotic Program）
  - 新境地発見開拓室（Discovery and New Frontiers Program Office）
- 国立宇宙科学技術センター（National Space Science and Technology Center）
- 光学および探査技術：宇宙工学製造技術センター（Space Optics Manufacturing Technology Center）
  - 機器および搭載システム部（Instrument and Payload Systems Department）
  - 宇宙船および宇宙機システム部（Spacecraft and Vehicle Systems Department）
  - 推進システム部（Propulsion Systems Department）
  - 資材および作業工程研究室（Materials and Processes Laboratory）
  - 試験研究室（Test Laboratory）
  - 計画運営研究室（Mission Operations Laboratory）
- 科学的調査および発見の継続
- 将来的な技術：技術局（Engineering Directorate）

### 現行の計画
- チャンドラーX線天文台
- HINODE（太陽探査計画。名称は日本語の『日の出』からつけられた。）
- コンステレーション計画

### 1960年代～1970年代
- ドイツのV-2を改良したヘルメス（Hermes）ロケットの開発
- エクスプローラー1号を発射したジュノー1ロケットの開発
- レッドストーンロケットの開発
- 弾道ミサイル計画で使用されたABMA/AOMCロケットのNASAへの移行
- マーキュリー計画
- ジュピターロケットの開発
- 空軍の弾道ミサイルおよびマーキュリー計画で使用されたアトラスロケットの開発
- ジェミニ計画
- ジェミニ計画でも使用されたタイタンロケットの開発
- アポロ計画およびスカイラブ計画で使用されたサターン・ロケットの開発

ロケットエンジンの燃焼試験台も含め、初期の宇宙計画に関する多数の遺品や記念品は、センターの周辺で見ることができる。MSFCの歴史に関わる物は、最寄りの合衆国宇宙ロケットセンター(U.S. Space & Rocket Center)に展示されている。

### 1990年代
- 国有発射システム（National Launch System）：中止
- X-33 ：中止
- X-34 ：中止
- 先導的宇宙機（スペース・ローンチ・イニシアチブ）計画：中止
- 発展型固体燃料ロケット（Advanced Solid Rocket Motor）：中止

### 2000年代
- 軌道周回機（Orbital Space Plane）：中止
- X-37A：2004年、DARPAに移行
- 重力検出衛星B（Gravity Probe B）

## 歴代所長
- ヴェルナー・フォン・ブラウン（Wernher von Braun）：1960年1月1日～1970年1月27日
- エバーハルド・リーズ（Eberhard Rees）：1970年1月～1973年1月19日
- ロコ・ペトローン（Rocco Petrone）：1973年1月26日～1974年3月15日
- ウィリアム・R・ルーカス（William R. Lucas）：1974年6月15日～1986年6月3日
- トーマス・ジャック・リー（Thomas Jack Lee）：（実務）1986年6月3日～9月29日
- ジェームズ・R・トンプソンJr.（James R. Thompson, Jr.）：1986年9月29日～1989年7月6日
- トーマス・ジャック・リー（Thomas Jack Lee）：1989年7月6日～1994年1月6日
- ジーン・ポーター・ブリッドウェル（Gene Porter Bridwell）：1994年1月6日～1996年2月3日
- ジェロル・ウェイン・リットルズ（Jerroll Wayne Littles）：1996年2月3日～1998年1月3日
- キャロリン・グリナー（Carolyn S. Griner）：（実務）1998年1月3日～9月11日
- アーサー・G・ステフェンソン（Arthur G. Stephenson）：1998年9月11日～2003年5月
- デヴィッド・A・キング（David A. King）：2003年6月15日～2009年3月26日
- ロバート・M・ライトフットJr.（Robert M. Lightfoot Jr.）：2009年8月24日～2012年3月5日
- アーサー・E・ゴールドマン（Arthur E. Goldman）：2012年3月6日～8月3日（代行）
- ロビン・ヘンダーソン（Robin Henderson）：2012年8月3日～9月
- パトリック・シュアーマン（Patrick Scheuermann）：2012年9月～2015年11月
- トッド・メイ（Todd May）：2015年11月～2018年7月27日
- ジョディ・シンガー（Jody Singer）：2018年7月28日～